# 1982 في المجر
فيما يلي قوائم الأحداث التي وقعت خلال عام 1982 في المجر.

## أفلام
من الأفلام التي صدرت هذه السنة في المجر:
- 1 يناير – طريقة أخرى من إخراج Károly Makk [الإنجليزية]‏.

## مواليد

### فبراير
- 18 فبراير – كريسزتيان بارس[1]
- 22 فبراير – أتيلا فادكيرتي لاعب كرة يد مجري.

### مايو
- 5 مايو – ساندور تورغيلي لاعب كرة قدم مجري.[2]
- 7 مايو – أكوش بوساكي لاعب كرة قدم مجري.[3]

### يوليو
- 22 يوليو – أورسوليا فيرتن لاعبة كرة يد مجرية.

### أغسطس
- 29 أغسطس – مارينا أليكساندروفا ممثلة روسية.[4]
- 30 أغسطس – نيكولت كوفاكس

### سبتمبر
- 2 سبتمبر – أغنيس هورنياك لاعبة كرة يد مجرية.
- 18 سبتمبر – أندرياس حزب درّاج طريق مجري.

### أكتوبر
- 22 أكتوبر – ميليندا كزينك لاعبة كرة مضرب مجرية.

## وفيات

### سبتمبر
- 2 سبتمبر – فرانز بلاتكو (مواليد 1898) لاعب كرة قدم.